# Payao Poontarat
Payao Poontarat (thai: พเยาว์ พูนธรัตน์), född 18 oktober 1957, död 13 augusti 2006 i Bangkok, var en thailändsk boxare som tog OS-brons i lätt flugviktsboxning 1976 i Montréal. I semifinalen slogs Poontarat ut av Li Byong-Uk från Nordkorea.